# Bembidion aeneipes
Bembidion aeneipes es una especie de escarabajo del género Bembidion, categorizada en la tribu Bembidiini, de la subfamilia Trechinae.

## Distribución
Se distribuye por Japón, Rusia y China.

## Taxonomía
Fue descrita por Bates en 1883.